# Бродницький повіт
Бродницький повіт (пол. powiat brodnicki) — один з 19 земських повітів Куявсько-Поморського воєводства Польщі.
Утворений 1 січня 1999 року в результаті адміністративної реформи.

## Загальні дані
Повіт знаходиться у східній частині воєводства.
Адміністративний центр — місто Бродниця.
Станом на 1.01.2008 населення становить 75 204 осіб, площа 1039,97 км².

## Демографія
Демографічні дані повіту станом на 30.06.2005:
|       | Всього | Всього | Жінки  | Жінки | Чоловіки | Чоловіки |
| ----- | ------ | ------ | ------ | ----- | -------- | -------- |
|       | осіб   | %      | осіб   | %     | осіб     | %        |
| Повіт | 74 999 | 100    | 38 050 | 50,7  | 36 949   | 49,3     |
| Міста | 32 521 | 100    | 17 033 | 52,4  | 15 488   | 47,6     |
| Села  | 42 478 | 100    | 21 017 | 49,5  | 21 461   | 50,5     |